# Шлиттлер, Жуан
Жуан Шлиттлер (порт. João Gabriel Schlittler; род. 10 февраля 1985, Рио-де-Жанейро) — бразильский дзюдоист, призёр Панамериканского чемпионата, Панамериканских игр и чемпионата мира, участник летних Олимпийских игр 2008 года в Пекине.

## Биография
Выступал в тяжёлой (свыше 100 кг) весовой категории. Серебряный призёр континентального чемпионата 2009 года. Серебряный призёр Панамериканских игр 2007 года. Бронзовый призёр чемпионата мира 2007 года.
На летних Олимпийских игр 2008 года в Пекине в первой схватке Шлиттер победил украинца Евгения Сотникова и эстонца Мартина Падара, но проиграл кубинцу Оскару Брайсону. В утешительной серии бразилец победил ливанца Руди Хачаче, уступил французу Тедди Ринеру и выбыл из дальнейшей борьбы, став в итоге седьмым.